# 今野鮎莉
今野 鮎莉（日语：こんの あゆり；1997年1月10日—）是日本東京都出身的女演員。她在2013年超級戰隊系列電視劇集《獸電戰隊強龍者》之中飾演「艾美結月／強龍粉紅」為最出名之一。目前她是隸屬於Toyota Office。2018年7月31日於自己的部落格上宣佈引退。然而於2023年特別重新出山參演《國王戰隊帝王者》第32-33話重新飾演10年前《獸電戰隊強龍者》之角色「艾美結月／強龍粉紅」。

## 演出作品

### 電影
- 《Another》（2012年8月4日、角川電影）
- 《特命戰隊Go Busters VS 海賊戰隊豪快者 THE MOVIE》（2013年1月19日、東映） - 飾演 艾美結月／強龍粉紅（聲）
- 《恋愛漫画はややこしい》（2013年、新生璃人導演） - 飾演 河野久美
- 《假面騎士×超級戰隊×宇宙刑事 超級英雄大戰Z》（2013年4月27日、東映） - 飾演 艾美結月／強龍粉紅（聲）
- 《劇場版 獸電戰隊強龍者 GABURINCHO OF MUSIC》（2013年8月3日、東映） - 飾演 艾美結月／強龍粉紅（聲）
- 《私處》（2013年8月17日、SDP  ） -飾演 西野マユ
- 《獸電戰隊強龍者 VS Go Busters 恐龍大決戰！ 再見永遠的朋友啊》（2014年1月18日、東映） - 飾演 艾美結月／強龍粉紅（聲）
- 《我們是獎金收益團》（2014年5月10日、東映） - 飾演 櫻川香織
- 《國王戰隊帝王者VS強龍者》（2024年4月26日、東映） - 飾演 艾美結月／強龍粉紅（聲）

### 電視劇
- 《獸電戰隊強龍者》（2013年2月17日 - 2014年2月9日、朝日電視台） - 飾演 艾美結月／強龍粉紅（聲）
- 《黑金丑島君 第3季》（2016年7月 - 、TBS） - 飾演 上原美雪(上原みゆき)
- 《國王戰隊帝王者》（2023年10月8日 -10月17日、朝日電視台） - 飾演 艾美結月／強龍粉紅（聲）（第32-33話)

### 其他
- 桃まつり　presents すき
- 河合塾 廣告模特兒（2011年）

## 外部連結
- Toyota Office內的個人資料 （日語）
- 個人網誌（页面存档备份，存于） （日語）

| 前任： 小池唯 （海賊戰隊豪快者） | 日本超級戰隊系列桃色戰士演員 （獸電戰隊強龍者） 2013年2月17日-2014年2月9日 | 繼任： 森高愛 （烈車戰隊特急者） |